# Ágota Kristóf
Ágota Kristóf (Csíkvánd, Hungria, 30 de outubro de 1935 - Neuchâtel, Suíça 27 de julho de 2011) foi uma escritora de origem Húngara, natural de Csikvánd, Hungria e residente em Neuchâtel , Suíça, desde 1956 até à sua morte. Escrevia em Francês, a sua língua de adopção.
Graças à sua obra literária, foi vencedora do prêmio literário suíço Gottfried Keller em 2001 e do Prêmio Estatal Austríaco de Literatura Europeia (em alemão: Österreichischer Staatspreis für Europäische Literatur) em 2008.

## Biografia
Ágota nasceu na Hungria, tendo deixado o país na sequência da repressão soviética que se seguiu à Revolução Húngara de 1956. Deixou a Hungria aos 21 anos juntamente com o marido e a filha de 4 meses. Instalou-se em Neuchâtel na Suíça onde começou por trabalhar, durante cinco anos, numa fábrica da indústria de relojoaria e onde aprendeu Francês, língua em que iria desenvolver a sua carreira literária. Escrevia em Francês, tendo no início da sua carreira literária na Suíça também escrito em Húngaro antes de se dedicar em exclusivo ao Francês.
Ágota morreu aos 75 anos de idade, em sua residência na Suíça, em 2011.

## Filme
O filme Queimando ao vento, Brucio nel vent no original, do italiano Silvio Soldini (2009), foi livremente inspirado no livro Hier (Ieri, na tradução italiana), de Ágota Kristof. O filme de Soldini, falado em francês e húngaro, conta a história de amor de dois meio-irmãos húngaros, que se reencontram na Suíça, tendo como pano de fundo a dura vida dos imigrantes magiares naquele país.